# Сборђа (Пескара)
Сборђа (итал. Sborgia) је насеље у Италији у округу Пескара, региону Абруцо.
Према процени из 2011. у насељу је живело 302 становника. Насеље се налази на надморској висини од 86 м.